# 15 Pułk Dragonów (Cesarstwo Niemieckie)
15 Pułk Dragonów (3 Śląski) (niem. 3. Schlesisches Dragoner-Regiment Nr. 15)  – pułk kawalerii niemieckiej okresu Cesarstwa Niemieckiego.

## Charakterystyka

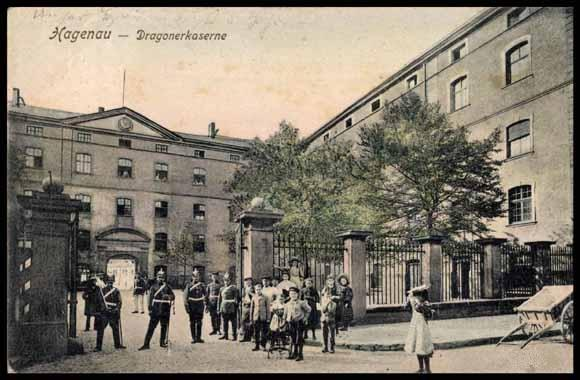
Koszary pułku

Pułk został sformowany 27 września 1866. Stacjonował w Haguenau . Wchodził w skład XV Korpusu Armijnego .

 Wiosną 1914 był w strukturze 30 Brygady Kawalerii z 30 Dywizji Piechoty.
W wyniku mobilizacji, w sierpniu 1914 pułk osiągnął gotowość bojową i w składzie 30 Brygady Kawalerii z 7 Dywizji Kawalerii został wysłany na front zachodni.

30 grudnia 1916 oddział przeorganizowano w spieszony pułk kawalerii.